# تل رشتی
تل رشتی مربوط به دوران پیش از تاریخ ایران باستان است و در شهرستان مرودشت، کنار جاده زرقان واقع شده و این اثر در تاریخ ۲۵ اسفند ۱۳۷۹ با شمارهٔ ثبت ۳۴۲۸ به‌عنوان یکی از آثار ملی ایران به ثبت رسیده است.